# Ново јутро (ТВ емисија)
Ново јутро је српска јутарња телевизијска емисија која се приказује од 15. јануара 2018. године на каналу РТВ Пинк. Емисија се емитује сваког радног дана од 06.00 до 11 часова, а викендом од 06.00 до 13 часова.

## Формат
Осим најактуелнијих вести из земље и света, у јутарњем програму Ново јутро гледаоце очекују добро познате рубрике — „Савети лекара”, „Прелиставање дневне штампе”, „Тема јутра”, „Савети адвоката” и „Разгибавање”. Јутарњи програм освежен је и новим рубрикама — „(Не)запажено” која се бави друштвеним темама о којима се прича или пак онима које завређују више наше пажње. Рубрика „Под рефлекторима” посвећена је глумцима а „Хит јутра”, гостовању певача најновијих издања.
Ново јутро доноси и укључења из градова широм Србије — Ниша, Новог Сада, Краљева, Чачка, Зајечара, Ваљева и наравно Београда — кроз која ће гледаоци добити све важне сервисне информације за остатак дана. Новитет у јутарњем програму Ново јутро је и лутајући репортер, Филип Максимовић, ког је публика већ имала прилику да упозна кроз врло карактеристична укључења са терена.